# Anisodes atristigma
Anisodes atristigma là một loài bướm đêm trong họ Geometridae.